# Takashi Washio
Takashi Washio (japanisch 鷲尾 天; * 16. September 1965 in der Akita) ist ein japanischer Filmproduzent.

## Karriere
Washio wurde 1965 in der Großstadt Akita geboren, wo er auch die High School abschloss. Danach studierte er Rechtswissenschaft an der Keiō-Universität in Tokio. Ab 1990 arbeitete er zwei Jahre lang beim Verlag Sanseido und ab 1992 bei Asahi Broadcasting. Dann wechselte er 1998 zu Tōei Animation, wo er verschiedene Fernsehserien produzierte. Im Jahr 2004 erfand er zusammen mit Regisseur Daisuke Nishio den Anime Pretty Cure und produzierte bis 2009 die ersten fünf Staffeln. Von den Medien wird er teilweise als Vater oder Gründer der Reihe bezeichnet. Ab 2015 stieg er in der internen Hierarchie von Toei bis zum Generaldirektor der TV-Produktion auf. Zusammen mit Nishio produzierte er 2024 den Kurzfilm Magic Candies, für den sie 2025 für einen Oscar in der Kategorie Bester animierter Kurzfilm nominiert wurden.

## Filmografie (Auswahl)
- 1999: The File of Young Kindaichi 2: Murderous Deep Blue
- 1999–2001: One Piece (Fernsehserie, 68 Folgen)
- 2004–2009: Pretty Cure (Fernsehserie, 5 Staffeln)
- 2015: Eiga Go! Princess Precure Go! Go!! Goka 3-bon Date!!!
- 2015–2016: Kindaichi Shounen no Jikenbo Returns (Fernsehserie, 22 Folgen)
- 2023–2024: Soaring Sky! Pretty Cure (Fernsehserie)
- 2024: Magic Candies (Kurzfilm)